# Gevelariseerde alveolaire laterale approximant
De gevelariseerde alveolaire laterale approximant is een medeklinker in het Internationaal Fonetisch Alfabet die wordt aangeduid met ɫ, en in X-SAMPA met 5.
Zoals de naam al aangeeft is de klank een velarisatie van de alveolaire laterale approximant. Er zijn echter ook taalkundigen die beweren dat de klank een faryngalisering is. 
De klank komt onder andere voor in het Nederlands, bijvoorbeeld als de l in het woord bal. 

## Kenmerken
- De manier van articulatie is approximant, wat inhoudt dat de klank wordt gevormd door een articulator dicht bij een andere te brengen, maar zonder dat het spraakkanaal zodanig wordt vernauwd dat er een turbulente luchtstroom ontstaat.
- Het articulatiepunt is dentaal of alveolaar, wat inhoudt dat voor het vormen van de klank het puntje van de tong tegen het gehemelte net achter de voortanden wordt gedrukt. De klank heeft ook een tweede articulatie van velarisatie (waarbij de achterkant van de tong het zachte verhemelte nadert) of faryngalisering (waarbij de achterkant van de tong de achterkant van de keel nadert)
- Het type articulatie is stemhebbend, wat wil zeggen dat de stembanden meetrillen bij het articuleren van de klank.
- Het is een orale medeklinker, wat wil zeggen dat de lucht door de mond naar buiten stroomt.
- Het is een laterale medeklinker, wat wil zeggen dat de lucht langs de zijkanten van de tong stroomt.
- Het luchtstroommechanisme is pulmonisch-egressief, wat wil zeggen dat lucht uit de longen gestuwd wordt, in plaats van uit de glottis of de mond.

Deze pagina bevat fonetische informatie in het IPA, die in sommige browsers mogelijk niet correct wordt weergegeven.
Waar symbolen in paren voorkomen, vertegenwoordigt het rechter teken een stemhebbende medeklinker. Gearceerde gebieden bevatten medeklinkers die worden beschouwd als onuitspreekbaar.
Zie ook: IPA, Klinkers